# 平山清次
平山 清次（ひらやま きよつぐ、1874年（明治7年）10月13日 - 1943年（昭和18年）4月8日）は、日本の天文学者。

## 経歴
宮城県仙台市出身。寺尾寿の弟子で、天体力学及び古暦の研究で有名。小惑星の「族」を発見した功績により月の裏側のクレーターに「ヒラヤマ」と名づけられた。ヒラヤマは清次と同姓の天文学者・平山信（太陽の理論的な研究、小惑星の観測や発見及び軌道決定、日食観測、天体物理学・恒星天文学及び測地学に多大な業績を残した）の2人の名前に由来しているが、清次と信の間には血縁・姻戚関係はない。墓所は仙台市泰心院。
平山清次の門下生には萩原雄祐、鏑木政岐、広瀬秀雄らがいる。

## 年譜
- 1896年：東京帝国大学理科大学星学科卒業。
- 1906年：東京帝国大学理科大学助教授に就任。
- 1911年：理学博士の学位を取得。
- 1915年：米国のイェール大学に留学。
- 1918年：小惑星の族を発見[3]。
- 1919年：東京帝国大学理学部教授に就任。
- 1921年：東京天文台技師に就任。
- 1935年：定年退官。

## 栄典
- 1912年（大正元年）12月28日 - 正六位[4]
- 1918年（大正7年）2月12日 - 従五位[5]

## 業績
- 小惑星の運動とその起源に関する研究を大成した。
- 1918年に小惑星のうち、固有離心率、固有軌道傾斜角がほぼ等しい値を示すグループがあることを発見。同じ母惑星から生まれた小惑星の集まりと考え、「族」と命名した。現在では小惑星の族は「平山族」「ヒラヤマ・ファミリー」と呼ばれている。小惑星の族は平山に発見された当時は5つしかなかったが、その後新しい族が発見され、1999年現在29の族が確認されている。

## 著書
- 『岩波講座 物理学及ビ化学・天体力学』（岩波書店 1929年）
- 『岩波講座 物理学及ビ化学・時の話・暦の話』（岩波書店 1929年）
- 『一般天文学』（共立社 輓近物理学選書 1931年）
- 『暦法及び時法』（恒星社 1933年）
- 『小惑星』（岩波書店 岩波全書 1935年）
- 『一般天文学』（共立出版 1940年）
- 『霜柱・暦の話』（信濃教育会編 1947年）